# Wierzba lapońska

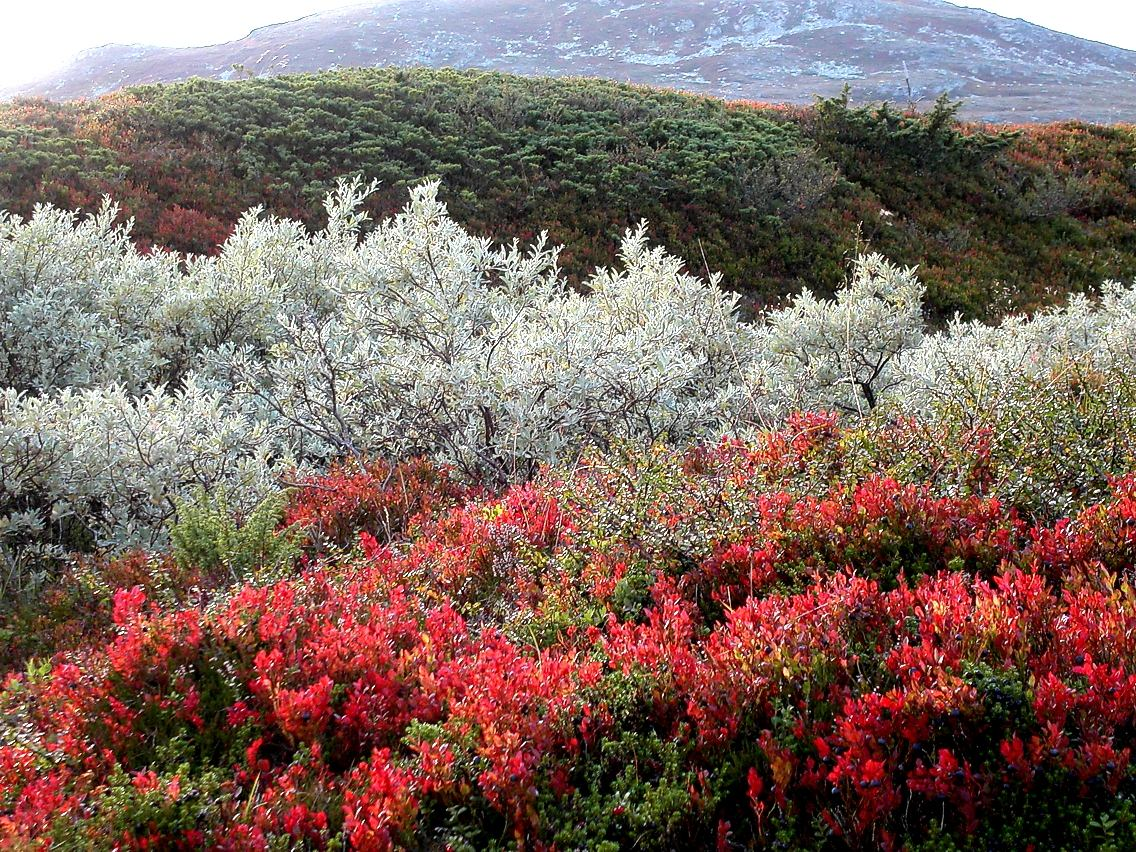
Wierzba lapońska w tundrze Norwegii

Wierzba lapońska (Salix lapponum) – gatunek rośliny z rodziny wierzbowatych (Salicaceae Mirb.). Występuje w rejonach alpejskich Europy, w Azji, na Półwyspie Skandynawskim także w obrębie koła podbiegunowego. W Polsce występuje tylko we wschodnich Karkonoszach, na Mazurach oraz na Wyżynie Lubelskiej.

## Morfologia
PokrójMały krzew o wysokości do 2 metrów, bez rozłogów.
PieńPędy powyginane, lśniące i ciemnobrązowe. Młode są srebrzyście owłosione, starsze brunatne z wiśniowym odcieniem.
LiścieKształtu jajowatego i wydłużonego, z białoszarym kutnerowatym owłosieniem z dwóch stron (czasem "łysiejącym" z wierzchu), długości najczęściej ok. 8 cm i szerokości ok. 3 cm. Są wyraźnie podwinięte. Nerwacja na spodzie liści słabo widoczna, przylistków brak.
KwiatyRoślina dwupienna, kwiaty zebrane w kotki. Kotki żeńskie o przysadkach dwubarwnych; dołem jasnych, lub purpurowych, górą rdzawoczarnych. Słupki siedzące, o zalążniach gęsto owłosionych, szyjkach w dolnej części również owłosionych, znamionach szeroko, łukowato rozchylonych. Kotki męskie dwubarwne, bez szypułek, wydłużone i zielonkawo owłosione. Nitki ich pręcików wolne i nagie, miodnik spłaszczony, jasnozielony. Zaraz po rozwinięciu pylniki i pyłek jest czerwony, w czasie kwitnienia jasnożółty, a po przekwitnięciu ciemnobrunatny.
OwocOkryta włoskami i pękająca klapami torebka.
Gatunki podobneBardzo podobna jest wierzba szwajcarska. Poza słabszym owłosieniem różnice między tymi gatunkami są znikome. W okresie lodowcowym wierzby te były prawdopodobnie jednym gatunkiem i dopiero po rozdzieleniu obszaru ich występowania przez obszary cieplejszego klimatu zaczęły się różnicować.

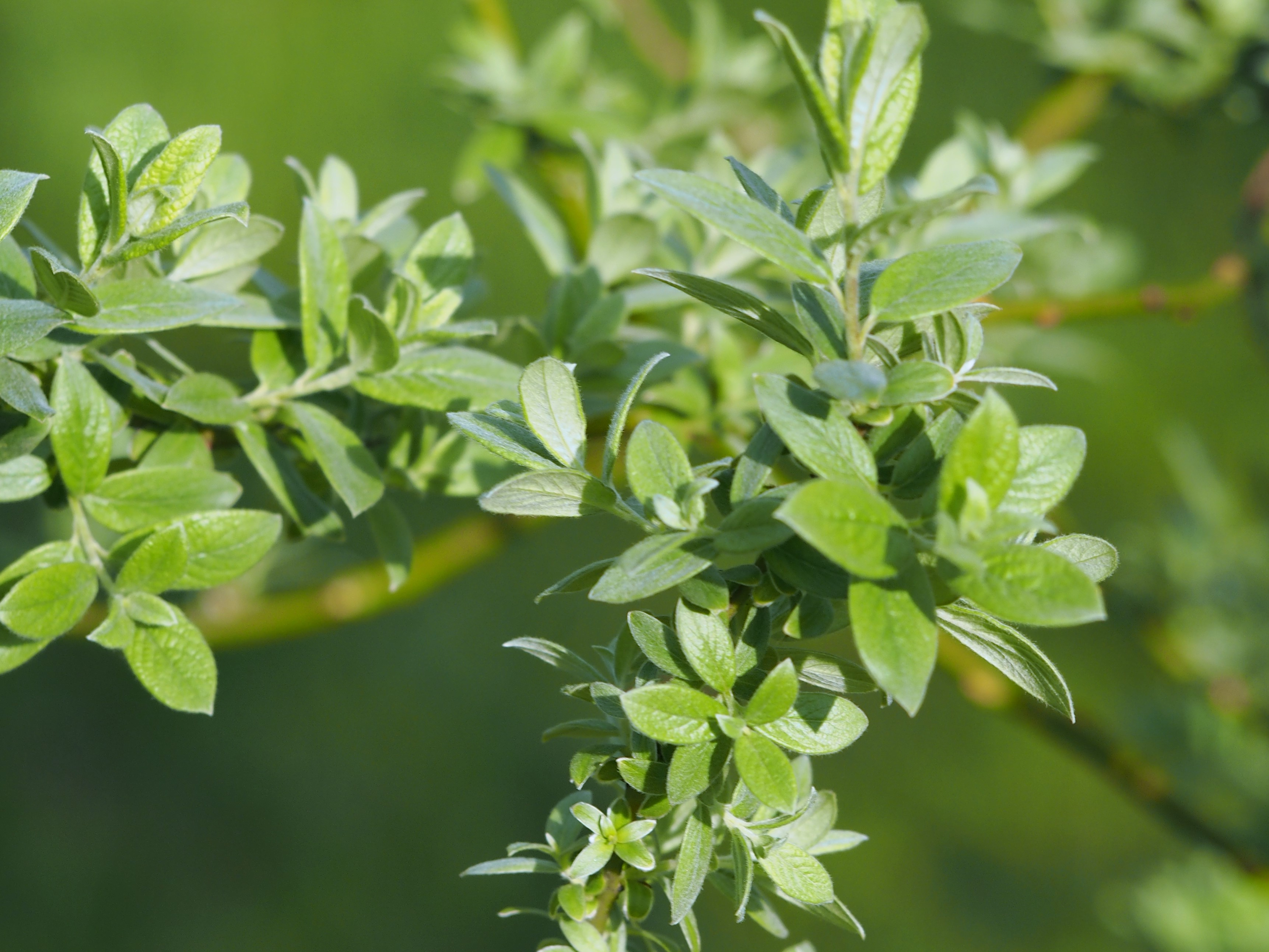
Liście
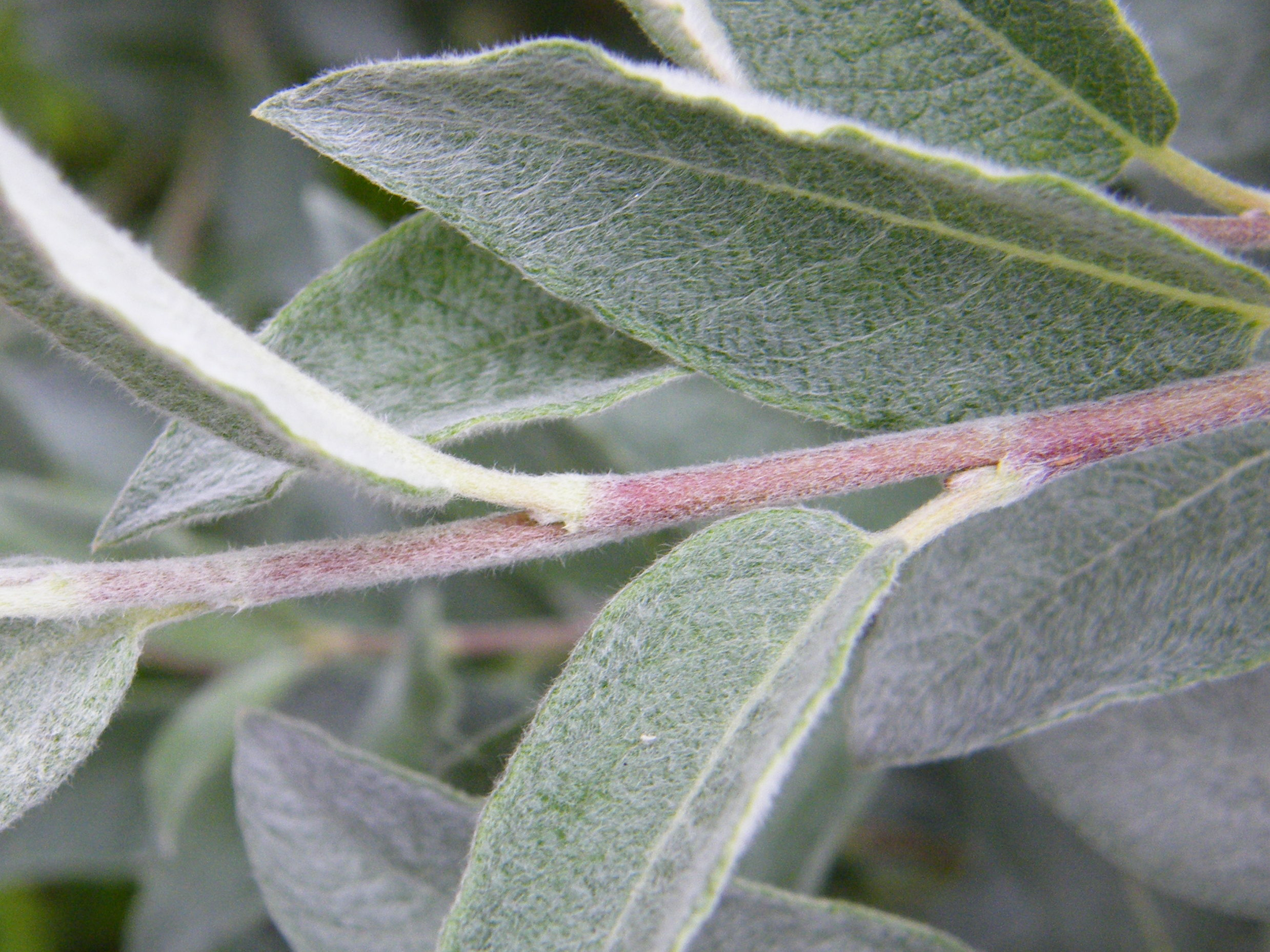
Młody pęd
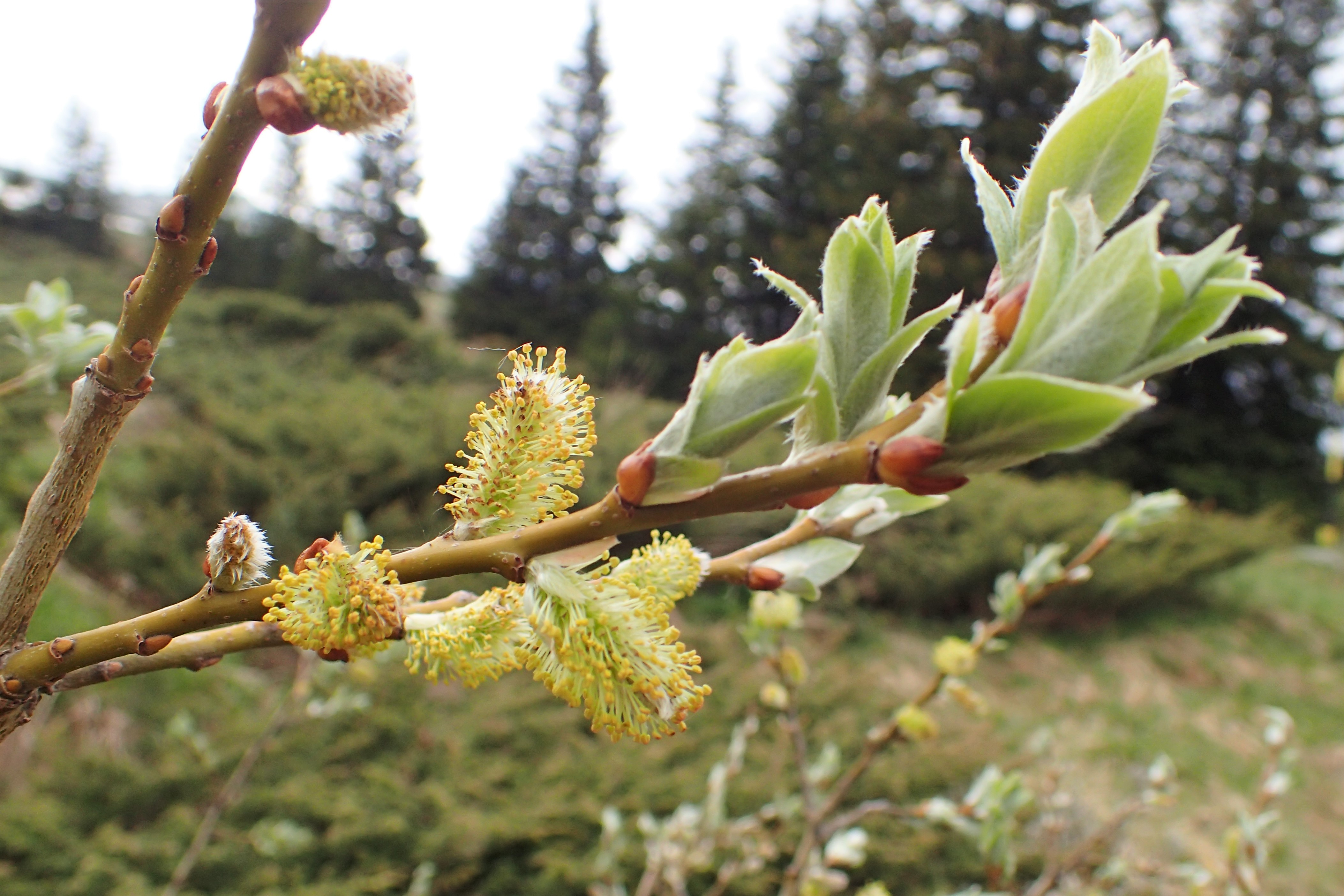
Młode liście i kwiaty męskie
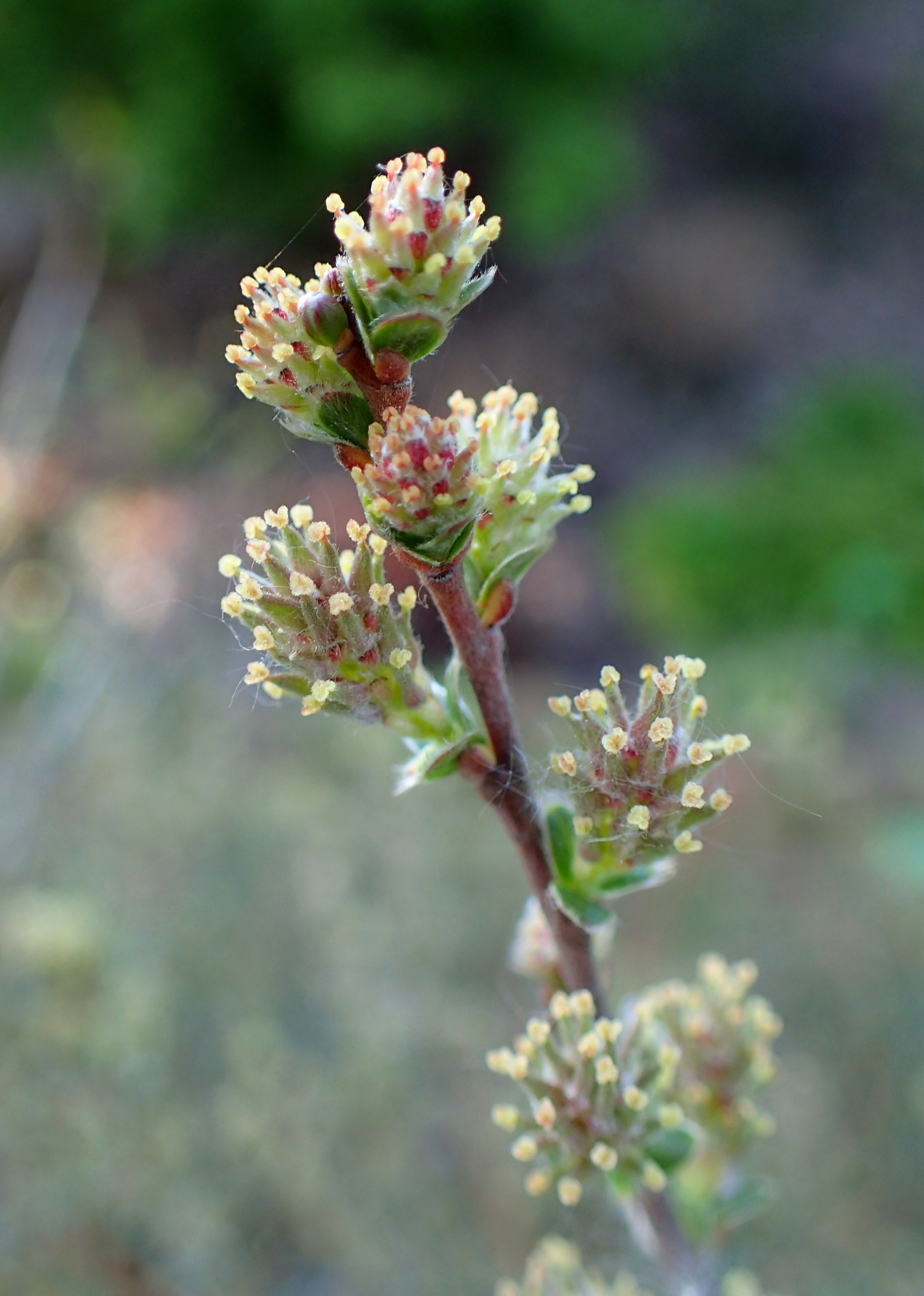
Kwiaty żeńskie

## Biologia i ekologia
- Rozwój: Roślina wieloletnia, nanofanerofit. Zakwita w klimacie umiarkowanym w czerwcu i lipcu. Roślina owadopylna i miododajna. Nasiona rozsiewane przez wiatr.
- Siedlisko: rośnie na torfowiskach, a w górach także w piętrze kosówki. Występuje na miejscach słonecznych, lub częściowo tylko zacienionych.
- W klasyfikacji zbiorowisk roślinnych gatunek charakterystyczny dla Salicetum lapponum[5]
- Liczba chromosomów 2n=38, 76.

## Zagrożenia i ochrona
Roślina objęta w Polsce ścisłą ochroną gatunkową. Część jej stanowisk jest chroniona w parkach narodowych; biebrzańskim, karkonoskim i poleskim oraz w rezerwatach przyrody. Informacje o stopniu zagrożenia na podstawie:
- Polskiej Czerwonej Księgi Roślin (2001) – gatunek zagrożony (kategoria zagrożenia EN)[6]; 2014: krytycznie zagrożony (CR)[7].
- Czerwonej listy roślin i grzybów Polski (2006) – gatunek narażony na wymarcie (kategoria zagrożenia V)[8]; 2016: CR (krytycznie zagrożony)[9].
- Według Światowej Unii Ochrony Przyrody gatunek zagrożony (kategoria zagrożenia EN[3]).

Zagrożeniem dla gatunku jest osuszanie i eksploatacja torfowisk, a także ich koszenie i wypas. Ponadto czyste formy gatunku są wypierane przez mieszańce, łatwo bowiem krzyżuje się z innymi gatunkami wierzb.

## Zmienność
- W Polsce występują 2 odmiany: var. angustifolium i var. marrubifolia[3].
- Tworzy mieszańce z gatunkami: wierzba borówkolistna (Salix myrtylloides), wierzba czerniejąca (Salix nigricans), wierzba długokończysta (Salix dasyclados), wierzba iwa (Salix caprea), wierzba purpurowa (Salix purpurea), wierzba rokita (Salix rosmarinifolia), wierzba szara (Salix cinerea), wierzba uszata (Salix aurita), wierzba wiciowa (Salix viminalis).